# Ferdinandovac
Ferdinandovac è un comune della Croazia di 2 107 abitanti della regione di Koprivnica e Križevci.